# Alberjat
Alberjat o Alberiatz (fl. XIII secolo) è stato un trovatore occitano del XIII secolo della cui vita e provenienza non sappiamo nulla.
Forse identificabile con Albert.
Della sua opera ci rimane un partimen "Gaudin, de donzella m'agrat", mutilo della parte iniziale e finale, composto insieme a Gaudi